# Російські соціалісти 1917-1920 років в Україні
Загальноросійські соціалістичні партії, а саме есери та меншовики, під час Української революції 1917—1920 років мали великий вплив на перебіг подій.

## Впливовість
На початку Української революції найбільш впливовими та масовими соціалістичними партіями в Україні були загальноросійські політичні партії есерів і меншовиків. Вони стояли на чолі багатьох новостворених Рад робітничих, солдатських та селянських депутатів. При Радах створювалися секції та комісії, які займалися вирішенням економічних, політичних та інших питань у містах, проводили різну роботу в масах, захищали права трудящих — тобто виконували владні функції.
Меншовики і есери були засновниками організації робітничого класу України і протягом майже всієї революції керували діяльністю профспілкового руху. Російські соціалісти також увійшли і до новостворених у містах України органів Тимчасового уряду, активно працювали в міських думах, земствах та інших органах місцевого самоврядування, де часто обиралися головами. Після квітневої політичної кризи 1917 р. було утворено Тимчасовий «коаліційний уряд», до якого увійшли лідери російських есерів і меншовиків. Завдяки цьому російські соціалісти стали ще й урядовою партією, що дало їм більше можливостей для впровадження в життя своїх ідей.

## Кількісний склад
На першому етапі Української національно-демократичної революції організації загальноросійських партій есерів і меншовиків були найчисельнішими соціалістичними партіями в Україні. Загальна кількість російських есерів, меншовиків та бундівців навесні 1917 р. в Україні складала більше, ніж 50 тис. осіб: приблизно 35 тис. есерів і 15-16 тис. меншовиків. Більшовиків в цей час в Україні налічувалося 14 тис. осіб. Що стосується українських соціалістичних партій, то УПСР складала 10 тис. осіб, УСДРП — близько 5 тис. осіб, разом — 15 тис. Процес росту рядів есерівських і меншовицьких організацій пояснювався популістськими гаслами та обіцянками, які мали вплив на зрусифікований пролетаріат України.
Перевага загальноросійських соціалістичних партій в Україні творила величезні труднощі для проведення в життя навіть найменших українських вимог. Тому і Центральна Рада, і українські партії вимушені були постійно шукати порозуміння з російськими есерами та меншовиками. Це вимагало від діячів УЦР такту й стриманості по відношенню до російських соціалістів.
Російські есери та меншовики негативно поставилися до Центральної Ради та її основних гасел політичної автономії України і прийняття І Універсалу зустріли вороже. В той же час есери та меншовики мусили визнати факт політичного лі — дерства в Україні Центральної Ради. Якщо до прийняття I Універсалу меншовики та есери вважали, що вони мають владу в Україні, то тепер відчували, що хвиля українського революційного руху набирає прогресивних форм. Вони не могли примиритися з перемогою українства і намагалися якось затримати й загальмувати революційні процеси.

## Російські соціалісти та Центральна Рада
Співробітництво російських есерів та меншовиків із Центральною Радою розпочалося після прийняття нею II Універсалу. Зміст II Універсалу свідчить про те, що Центральна Рада зробила істотні поступки урядові, який прагнув обмежити національно-визвольний рух певними рамками. З цього часу Центральна Рада переходила від опозиції у союзники Тимчасового уряду та російської демократії.
Російські меншовики та есери, увійшовши до складу Центральної Ради та Генерального секретаріату, залишалися на попередній політичній платформі: підтримці Тимчасового уряду та неприйнятті ідеї української національної державності. Так, виходячи з позицій пріоритету загальноросійських, а не українських цінностей, російські есери і меншовики відкрито виступили з підтримкою «Тимчасової інструкції Генеральному секретаріату» — саме крайовою владою Тимчасового уряду хотіли бачити російські соціалісти Центральну Раду.
Напередодні Жовтневого перевороту 1917 р. в Україні налічувалося 67-70 тис. есерів та близько 40 тис. меншовиків. Не дивлячись на кількісні показники, російські есери і меншовики в Україні були уражені глибокою кризою: Тимчасовий уряд виявився неспроможним вирішити життєво необхідні вимоги українського народу, що поступово призвело до втрати довіри трудящих мас і до Тимчасового уряду, і до російських есерів та меншовиків. Втрачаючи попередній вплив у народі, есери та меншовики все більше підтримували Центральну Раду, в якій вони мали своє представництво, а тому мали надію таким чином впливати на перебіг подальших подій в Україні.
Меншовики і есери намагалися блокуватись з українськими соціал-демократами і есерами, щоб разом боротися проти більшовицьких Рад. Але, об'єднавши всі соціалістичні партії для боротьби проти більшовиків, російські соціалісти намагалися забезпечити собі лідерство в соціалістичному русі України. Українські національні соціалістичні партії на це не пішли і зберігали організаційну незалежність. Важливою перешкодою на шляху до об'єднання була і національна політика російських соціалістів, які стояли на відкрито проросійських позиціях, були байдужі до українського державотворення, не спромоглися визнати за українським народом права на самостійне життя навіть у формі національно-територіальної автономії у складі федеративно-демократичної Росії.
Під час Жовтневого перевороту праві есери та меншовики майже у всіх містах краю виступали проти встановлення радянської влади і рішуче підтримували владу Центральної Ради. Під їх керівництвом Ради робітничих, солдатських та селянських депутатів висловлювалися проти встановлення радянської влади в Україні, мотивуючи це тим, що Україна ще не «дозріла» до соціалізму. Але у відкритих конфліктах з більшовиками есери та меншовики завжди почували себе безпорадними і, як правило, шукали засобів для мирного порозуміння між воюючими сторонами.
Після Жовтневого перевороту в лавах російських соціалістів відбувається розкол: праві есери та меншовики висловлюються проти встановлення радянської влади та підтримують Центральну Раду, а ліві, які відокремилися в самостійні партії лівих есерів та меншовиків-інтернаціоналістів, навпаки, рішуче підтримували радянську владу й виходячи зі своїх партій приєднувалися до більшовиків.
Проголошення III Універсалу Центральної Ради російські соціалісти зустріли з побоюванням, вважаючи передчасним проголошення УНР. В той же час есери та меншовики підкреслювали, що в українському русі, крім націоналістичного, є демократичний зміст, який заслуговує на підтримку. Російські соціалісти позитивно поставилися до соціально-економічних перетворень, проголошених в III Універсалі, але Центральна Рада не поспішала виконувати своєї обіцянки, що дуже підірвало її авторитет.
Наприкінці 1917 р. есери та меншовики в Україні почали здійснювати деякі кроки для досягнення загальноукраїнського об'єднання своїх рядів, створення свого крайового партійного центру. Це було зумовлено створенням Української Народної Республіки, на території якої їм доводилося діяти. Тепер багато губернських і навіть обласних центрів російських соціалістів фактично опинилися без постійного керівництва з боку ЦК своїх партій, а фракційна боротьба вносила багато плутанини в розробку єдиної політичної лінії. Тому у грудні 1917 р. в Україні було утворено крайовий комітет партії есерів, а навесні
1918 р. — Головний комітет РСДРП(м). Але це тільки посилило розходження між політикою ЦК та курсом есерівських та меншовицьких організацій в Україні.
Есери та меншовики дуже негативно зустріли прийняття IV Універсалу Центральної Ради, в якому проголошувалась повна незалежність Української Народної Республіки, висловлюючи свої протести проти цієї знаменної події. Меншовики і есери були рішучими противниками переговорів Центральної Ради з Німеччиною і негативно поставилися до окупації німцями України. Хоч вони й заявили про те, що залишаються в складі Центральної Ради, але були найбільш опозиційними партіями.
Загалом, діяльність російських есерів і меншовиків з питань українського національного самовизначення виражала спроби цих партій зберегти загальний курс на відновлення державної єдності демократичної Росії у специфічних умовах розвитку революційного процесу в Україні.